# Blohm + Voss

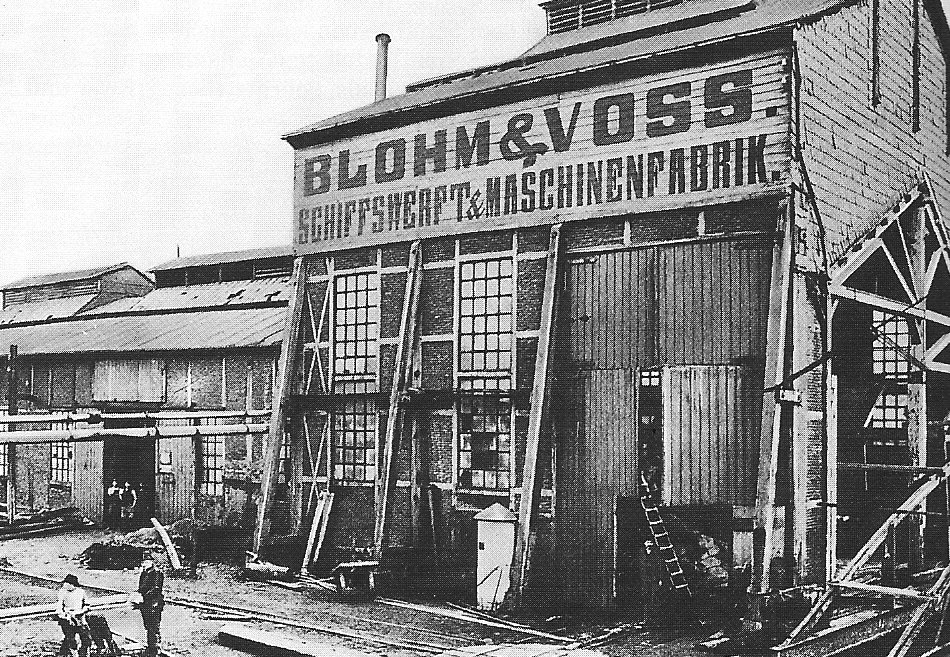
Loděnice Blohm & Voss v roce 1877

Blohm + Voss (dříve též Blohm und Voss) je německá loděnice se sídlem v Hamburku. Firma byla založena roku 1877 a původně nesla název Blohm & Voss, v roce 1965 firma změnila své jméno na Blohm + Voss, od listopadu 2016 je součástí koncernu Lürssen. Loděnice staví jak pro civilní uživatele, tak vojenská námořnictva. Je tradičním dodavatelem německého námořnictva. V minulosti firma vyráběla rovněž letadla (například létající čluny Blohm & Voss BV 138 a Blohm & Voss BV 222) a byla aktivní v době druhé světové války.
V 70. letech společnost vyvinula systém modulární konstrukce lodí MEKO, na jehož základě staví a exportuje různé typy torpédoborců, fregat a korvet. Za třicet let existence systému MEKO už bylo dodáno 49 fregat provozovaných 11 uživateli.

## Vybraná postavená plavidla

### Civilní plavidla

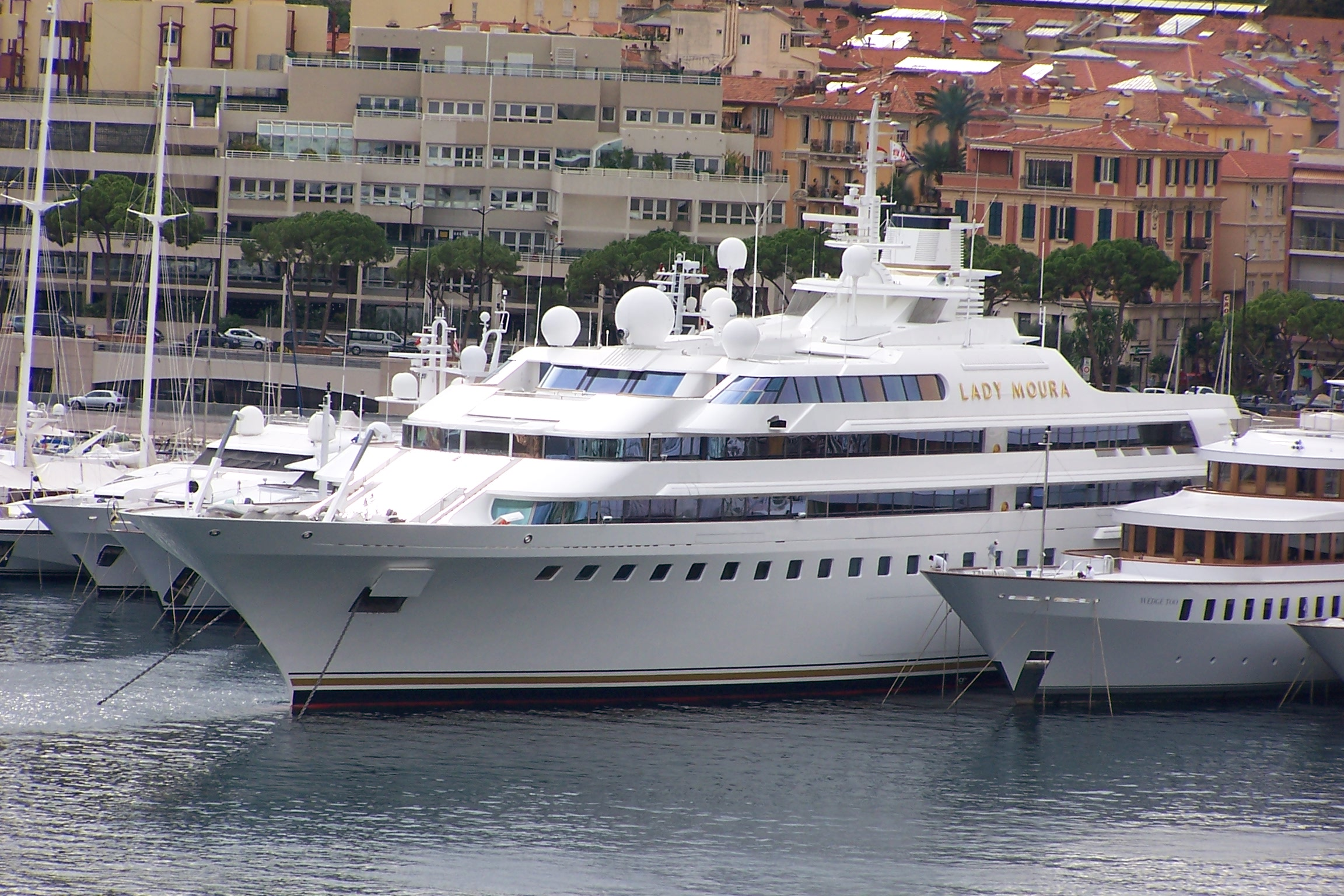
Jachta Lady Moura

- Prinzessin Victoria Luise – výletní loď
- RMS Majestic – pasažérská loď
- Cap Arcona – pasažérská loď
- Wilhelm Gustloff – pasažérská loď
- Altmark – tanker

### Vojenská plavidla
- SMS Kaiser Karl der Große
- SMS Scharnhorst – pancéřový křižník
- SMS Von der Tann – bitevní křižník
- SMS Goeben – bitevní křižník
- SMS Moltke – bitevní křižník
- SMS Seydlitz – bitevní křižník
- SMS Derfflinger – bitevní křižník
- Gorch Fock – cvičná loď
- USCGC Eagle (WIX-327) – cvičná loď (ex Horst Wessel)
- Mircea – cvičná loď
- Bismarck – bitevní loď
- Wilhelm Bauer – ponorka (ex U-2540)
- Aradu (F89)
- Třída Almirante Brown (4 ks)
- Třída Vasco da Gama
  - Vasco da Gama (F330)
- Třída Yavuz
  - Yavuz (F-240)
- Třída Hydra
  - Hydra (F-452)
- Třída Brandenburg (F123)
  - Brandenburg (F215)
- Třída Barbaros
  - TCG Barbaros (F-244)
- Třída Salihreis
  - TCG Salihreis (F-246)
- Třída Sachsen (F124)
  - Sachsen (F219)
- Třída Valour
  - SAS Amatola (F145)
  - SAS Spioenkop (F147)
- Třída Kedah
  - KD Kedah (F171)
  - KD Pahang (F172)
- Třída Braunschweig (K130)
  - Braunschweig (F260)
  - Oldenburg (F263)
- Třída Baden-Württemberg (F125) (4 ks)